# Юркино (Сукроменское сельское поселение)
Юркино (карел. Jyr’kinä) — деревня в Бежецком районе Тверской области. Входит в Сукроменское сельское поселение.

## Географическое положение
Деревня расположена на автодороге 28К-0096 Бежецк — Кесова Гора в 12 км на юго-восток от центра поселения села Сукромны и в 26 км на юго-восток от районного центра города Бежецк.

## История
В 1809 году, на располагавшемся юго-западнее деревни, Юркинском погосте была построена каменная Троицкая церковь с 3 престолами.
В конце XIX — начале XX века деревня Юркино вместе с погостом входила в состав Беляницкой волости Бежецкого уезда Тверской губернии. 
С 1929 года деревня являлась центром Юркинского сельсовета Кесовогорского района Бежецкого округа Московской области, с 1935 года — в составе Калининской области, с 1963 года — в составе Плотниковского сельсовета Бежецкого района, с 2005 года — в составе Сукроменского сельского поселения.

## Население
| 1859 | 2008 | 2010 |
| ---- | ---- | ---- |
| 174  | ↘117 | ↘69  |

## Достопримечательности
На погосте близ деревни расположена недействующая Церковь Троицы Живоначальной (1809). 